# Adelaida Vallribera i Soler
Adelaida Vallribera i Soler (Sabadell, segle xx - Sabadell, 14 de febrer del 2012) va ser una pianista, compositora i mestra de música catalana.
El març del 1960 es presentà com a novella concertista de piano i compositora en un concert a Barcelona. Com a professora de música tingué per deixeble, entre d'altres, la futura cantant Mirna Vilasís.
A més de diverses sardanes, compongué cançons infantils, tres de les quals obtingueren el premi "Ciutat de Reus" de composició per a corals de cors blanques. També adaptà per a cor diverses cançons basques (Agur Izar ori, Agur Jaunak, Euskal Pizkundea, Uso Zurijoi). Publicà peces de música amb el pseudònim J. d'Auves, i s'edità amb el seu propi nom diversos reculls de cançons infantils i altres peces per a l'ensenyament de la música, que aparegueren majoritàriament a la dècada del 1980.

## Obres
Selecció
- Char-Tang-Bu (1984), suite per a piano a quatre mans
- Du vieux masqué (1983-1984), per a piano, violoncel i piano, i per a trio de fusta
- Ensayo de sonata (1972)[5]
- Fantasia per violí i piano (1973)
- Gerinalda (1988), cançó per quatre veus mixtes
- Jocs tímbrics (1984), per a dues flautes dolces o travesseres, violoncel o guitarres
- Jocs tímbrics II (1984), per a dos clarinets, tres flautes, trompeta, dues guitarres, violí i piano
- Melodia transfigurada amb variacions, per a clarinet en sib i piano (1984)
- Missa per a 6 veus mixtes a cappella (1991)
- Les nouvelles heures des vieux horloges (1987), per a coral amb quatre parts vocals, totes per a sopranos
- Pater Noster (1990), per a 6 veus mixtes
- Petit preludi per a piano (1977)
- Petite suite nº 1 (1984), per a piano, violí, flauta i guitarra
- Petite suite nº 2 (1984), per a piano i flauta
- Dos Preludio (1960), per a piano[2]
- Primera cantata, per a veus solistes i cor (1984)
- Salve Regina (1989), per a veus mixtes a cappella
- Sept profils d'une flame (1984), per a flauta travessera i piano
- Sonata para orquestra
- Dues sonates per a flauta i piano (1984)
- Sonata per a guitarra i flauta (1984)
- Sonata per a 4 flautes travesseres (1989)
- Sonata per a violoncel i piano (1988)
- Sonatina per a trompeta i piano
- Suite per a cobla i precussió (1988)
- Tema amb viariacions, per a clarinet en sib i piano (1984)
- Tema de neu (1984), per a flauta travessera i piano
- Uso Zurijoi (1989), per a veus mixtes a cappella
- Cançons per a veus blanques: Ave Maria (1985); Avui (per a 3 veus); Avui fa vent (1990); Cançó incerta (1989); La cuca de llumí (premi "Ciutat de Reus"1988); L'estiu (1990); Flors del mar (1989); L'hora de l'alba (1989); La negra (per a 3 veus); On les ones (1985); Plou i fa sol (1990); Sento una veu (1985); Sol, solet (1989); La tarda (per a 3 veus); Veieu (1985); Ventijol del dematí (a 3 veus per a coral infantil, premi "Ciutat de Reus" 1987); Volen peixos sota el mar (canon a 2 veus, premi "Ciutat de Reus" 1989)
- Sardanes: Buscador d'estrelles (1955, amb lletra de Ramon Ribera i Llobet); Càntic (1987); Carnavalesca; Creu Alta; Duta (1988); Reverentment (1988); Sempre; Sóc pas teu, corona viva (1987); Tradicional; Víctor[1]

### Edicions
- J. d'Auves. Canta el gall, quatre variacions sobre un tema popular austríac [per a infants pianistes, a 4 mans].  Terrassa: Adelaida Vallribera, 1983.
- J. d'Auves. Dues melodies per flauta dolça o violí i piano.  s.l.: s.n., 1984.
- D'Auves. Quinze peces per a piano a quatre mans [edició multilíngüe en català, castellà, anglès i francès].  Barcelona: Dinsic, 2002 (Da camera, 19). ISMN M-69210-038-6.
- J. d'Auves. Trois instants du vieux masqué, piano a 4 mains.  Barcelona: E. Climent, 1983.